# 李若堃
李若堃（?—?），四川省眉州直隸州人，清朝政治人物、同進士出身。
光緒二十一年（1895年），参加光緒乙未科殿試，登進士三甲34名。同年五月，以主事分部学习。